# Irawadi-Hörnchen
Das Irawadi-Hörnchen (Callosciurus pygerythrus) ist eine Hörnchenart aus der Gattung der Echten Schönhörnchen (Callosciurus). Sie kommt in Süd- und Südostasien vom Südwesten der Provinz Yunnan, Volksrepublik China, sowie dem Nordosten Indiens über Bhutan und Nepal bis in Teile von Bangladesch und Myanmar vor.

## Merkmale

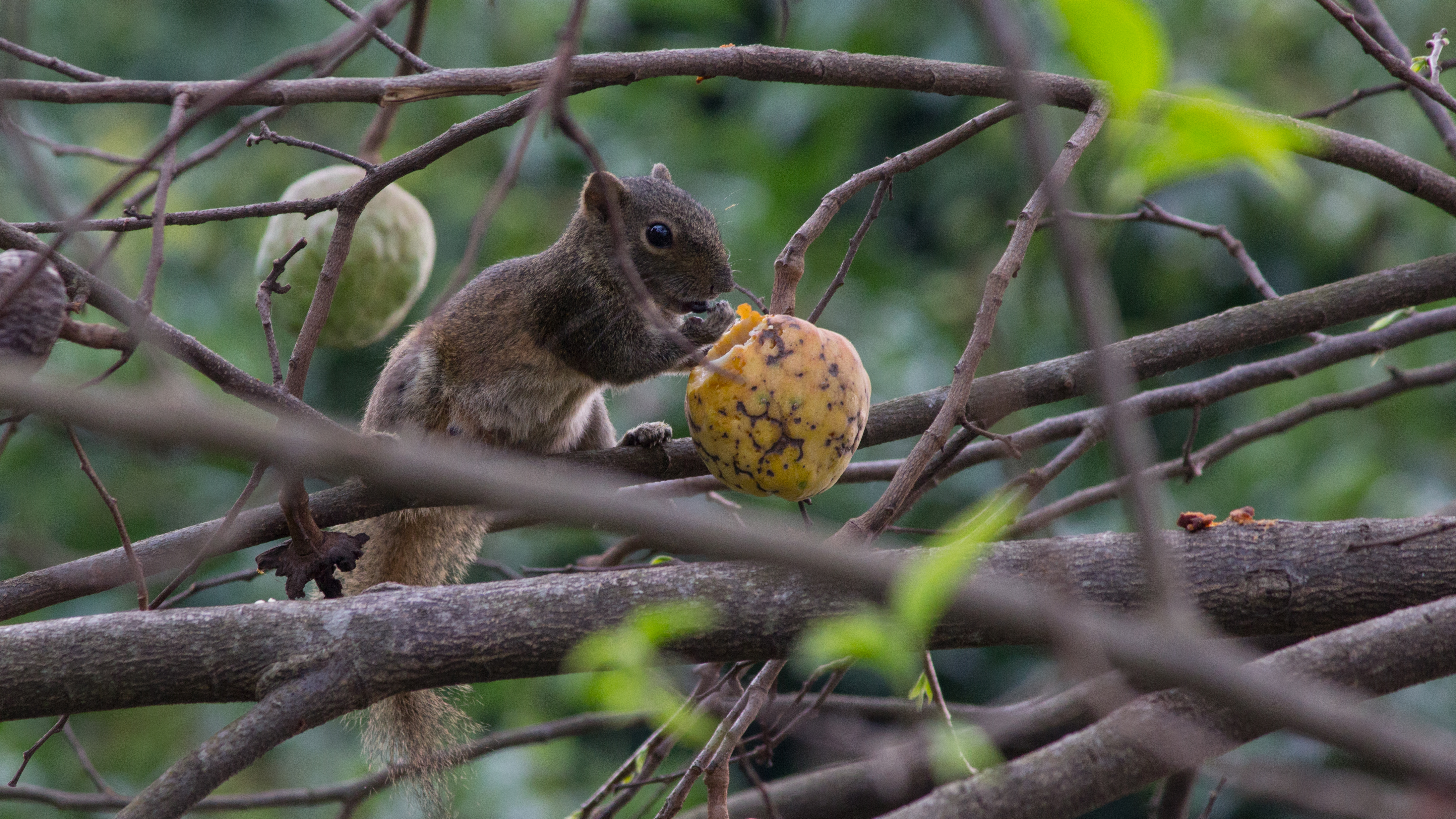

Das Irawadi-Hörnchen erreicht eine Kopf-Rumpf-Länge von 19 bis 23 Zentimetern und ein Gewicht von etwa 230 bis 300 Gramm. Der Schwanz erreicht eine Länge von etwa 11 bis 22 Zentimetern und ist damit etwas kürzer als der Restkörper. Der Hinterfuß wird 43 bis 48 Millimeter lang, das Ohr erreicht eine Länge von 17 bis 20 Millimetern. Das Rückenfell der Tiere ist dunkel olivbraun, die Unterseite kann von einem bläulichen Grau bis zu einem Cremeweiß oder sandfarbenen Orange variieren. Im Bereich der Hüfte befindet sich ein blasser roter oder ockerfarbener Fleck. Der Schwanz ist grau mit einer schwarzen Spitze, die Vorderbeine und alle Füße sind mehr grau als der Rücken. Die Färbung variiert saisonal, wobei das Fell in der feuchten Sommersaison heller mit deutlichem Hüftfleck und im Winter dunkler ohne Fleck ist.
Der Schädel ist schmal und hat eine Gesamtlänge von 49 bis 52 Millimetern. Die Bulla tympanica ist klein und in der Regel kürzer als 9,2 Millimeter.

## Verbreitung
Das Irawadi-Hörnchen kommt in Süd- und Südostasien vom Südwesten der Provinz Yunnan, Volksrepublik China, sowie dem Nordosten Indiens über Bhutan und Nepal bis in Teile von Bangladesch und Myanmar vor. In China ist seine Verbreitung auf den Süden der Provinz Yunnan beschränkt. Das Hauptverbreitungsgebiet liegt im Westen und im Zentrum von Myanmar.
Die Höhenverbreitung reicht von 500 bis 1560 Meter.

## Lebensweise
Als Lebensraum nutzt das Irawadi-Hörnchen primär die gemäßigten und subtropischen bis tropischen Waldgebiete in mittleren Höhenlagen. Häufig ist die Art auch in Gärten, in Schilfbeständen am Waldrand oder auch in Bananenplantagen anzutreffen. In Nepal lebt sie in Flusswäldern. In China kommt die Art sympatrisch mit dem etwas größeren Pallashörnchen (C. erythraeus) vor und auch in anderen Teilen des Verbreitungsgebietes lebt sie sympatrisch mit anderen, meist größeren Arten der Baumhörnchen.
Das Irawadi-Hörnchen ist wie alle anderen Arten der Gattung primär baumlebend (arboricol). Es ernährt sich vorwiegend von Pflanzen, überwiegend von Früchten, sowie seltener auch von Insekten. Dabei lebt es in der Regel einzeln, kommt aber auch paarweise vor, und ist tagaktiv. Es nistet sich in Baumhöhlen ein und bekommt einmal im Jahr Junge, wobei ein durchschnittlicher Wurf aus drei bis vier Jungen besteht.

## Systematik

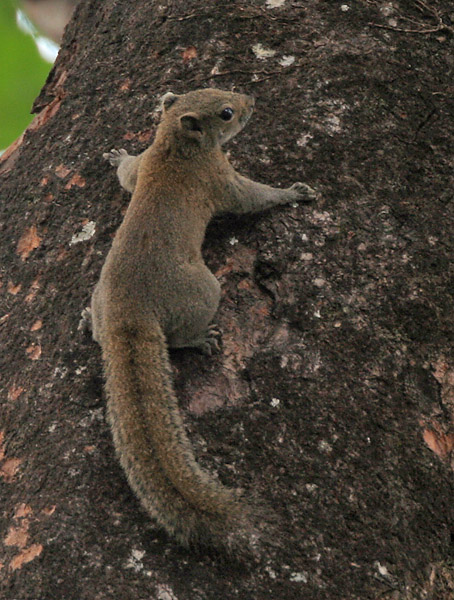
Irawadi-Hörnchen (Callosciurus pygerythrus) im Buxa Tiger Reserve, Jalpaiguri, Indien

Das Irawadi-Hörnchen wird als eigenständige Art innerhalb der Gattung der Echten Schönhörnchen (Callosciurus) eingeordnet, die aus 15 Arten besteht. Die wissenschaftliche Erstbeschreibung stammt von Isidore Geoffroy Saint-Hilaire aus dem Jahr 1833, der ein Individuum aus den Wäldern von Syriam nahe Bago im heutigen Myanmar beschrieb.
Innerhalb der Art werden mit der Nominatform sieben Unterarten unterschieden:
- Callosciurus pygerythrus pygerythrus: Nominatform; Verbreitung in Myanmar zwischen dem Irrawaddy und dem Sittang.
- Callosciurus pygerythrus blythii: Verbreitung östlich des Brahmaputra in Ostindien und Bangladesch.
- Callosciurus pygerythrus janetta: Verbreitung in Myanmar zwischen dem Irrawaddy und dem südlichen Chindwin sowie linksseitig des Irrawaddy.
- Callosciurus pygerythrus lokroides: Verbreitung in Nepal, Bhutan und im angrenzenden Indien.
- Callosciurus pygerythrus mearsi: Verbreitung in Myanmar östlich des Chindwin.
- Callosciurus pygerythrus owensi: Verbreitung in Myanmar zwischen dem Brahmaputra und dem oberen Chindwin.
- Callosciurus pygerythrus stevensi: Verbreitung im Süden der chinesischen Provinz Yunnan[1] und im nordöstlichen Assam, Indien.

## Status, Bedrohung und Schutz
Das Irawadi-Hörnchen wird von der International Union for Conservation of Nature and Natural Resources (IUCN) aufgrund der großen Verbreitung, der wahrscheinlich großen Populationen und der Anpassungsfähigkeit an Lebensraumveränderungen als nicht gefährdet (least concern) eingeordnet. Die Bestände sind wahrscheinlich stabil und potenzielle Gefährdungsursachen sind für diese Art nicht bekannt.
In Südasien besteht die Hauptgefährdung der Art im Verlust an geeigneten Lebensräumen durch die Umwandlung von Waldflächen in landwirtschaftliche Nutzflächen. Weitere Gefährdungsursachen sind der Holzeinschlag, die Ansiedlung von Menschen, Waldbrände sowie die Bejagung für Ernährungszwecke sowie zu medizinischen Verwendungszwecken (in Nepal). Auch in China ist die Art durch Lebensraumverluste gefährdet.

## Belege
1. 1 2 3 4 5 6 7 8  Robert S. Hoffmann, Andrew T. Smith: Irrawaddy Squirrel. In: Andrew T. Smith, Yan Xie: A Guide to the Mammals of China. Princeton University Press, Princeton NJ 2008, ISBN 978-0-691-09984-2, S. 184.
2. 1 2  Richard W. Thorington Jr., John L. Koprowski, Michael A. Steele: Squirrels of the World. Johns Hopkins University Press, Baltimore MD 2012; S. S. 150–151. ISBN 978-1-4214-0469-1
3. 1 2 3 4 5 6  Callosciurus pygerythrus in der Roten Liste gefährdeter Arten der IUCN 2014.2. Eingestellt von: N. Shrestha, S.K. Sarkar, D. Lunde, J.W. Duckworth, B. Lee, R.J. Tizard, S. Molur, 2008. Abgerufen am 21. Oktober 2014.
4. 1 2 3  Callosciurus pygerythrus In: Don E. Wilson, DeeAnn M. Reeder (Hrsg.): Mammal Species of the World. A taxonomic and geographic Reference. 2 Bände. 3. Auflage. Johns Hopkins University Press, Baltimore MD 2005, ISBN 0-8018-8221-4.